# Вахново (Орловская область)
Вахново — деревня в Ливенском районе Орловской области России,  административный центр Вахновского сельского поселения (2004).

## Этимология
Своё имя деревня получила от фамилии одного из первых поселенцев на данной территории. Фамилия Вахнев (Вахнов, Вахнин) образовалась от мужских личных имен на Ва-: Василий, Варфоломей - Вахне или Иван - Ивахно/Вахно, прибавление к имени суффикса -хн широко употреблялось в ХV-XVII веках в России. 

## География
Деревня находится в юго-западной части Ливенского района Орловской области, в зоне хвойно-широколиственного Вахновского леса, на левом берегу речки Мокричек (прежнее название Мокрец), при автодороге 54К-10 (Ливны - Долгое), на расстоянии 18 км от города Ливны, административного центра района, и 122 км к юго-востоку от города Орёл, административного центра области.

### Климат
Климат характеризуется как умеренно континентальный. Среднегодовая температура воздуха в январе  — 8,2 °C, а средняя температура воздуха в июле  +19,3 °C. Годовое количество атмосферных осадков составляет около 565 мм, максимальное количество осадков обычно приходится на июнь — август. 

### Часовой пояс
Деревня Вахново, как и вся Орловская область, находится в часовой зоне МСК (московское время). Смещение применяемого времени относительно UTC составляет +3:00.

## История
Первоначальное название деревни было Сторожевая, которая входила в Мокрецкий стан Ливенского уезда. Деревня образовалась рядом с 6-й Ливенской сторожей на Муравской дороге под Мокрецким лесом на левом берегу речки Мокрец (1586 год).  Первые документальные упоминания о д. Сторожевая записаны в Приправочной книге 1615 года. 
| 2002 | 2010 |
| ---- | ---- |
| 256  | ↘244 |

### Национальный состав
Согласно результатам переписи 2002 года, в национальной структуре населения русские составляли 98 % из 256 чел.